# Castello di Fossa
Il castello di Fossa sorge sul monte Circolo nel comune di Fossa, in provincia dell'Aquila, del quale costituisce il nucleo iniziale del borgo medievale.

## Storia
Il castello di Fossa è il tipico risultato dei fenomeni di incastellamento che si ebbero in epoca medievale. Si trova, infatti, nella parte più alta del paese, sul versante orientale del monte Circolo. Raccolse la popolazione di quella che era stata l'antica città prima vestina e poi romana di Aveia.
La struttura iniziale risale agli inizi del XII secolo ed era costituita dal mastio, posto sulla sommità, e dal recinto fortificato di forma trapezoidale che conteneva le prime abitazioni. Lo sviluppo del borgo è poi avvenuto al di fuori del recinto del castello. Questa struttura di castello-recinto era abbastanza diffusa nella zona, come testimoniano le analoghe strutture a San Pio delle Camere, Barisciano e Bominaco.

## Architettura

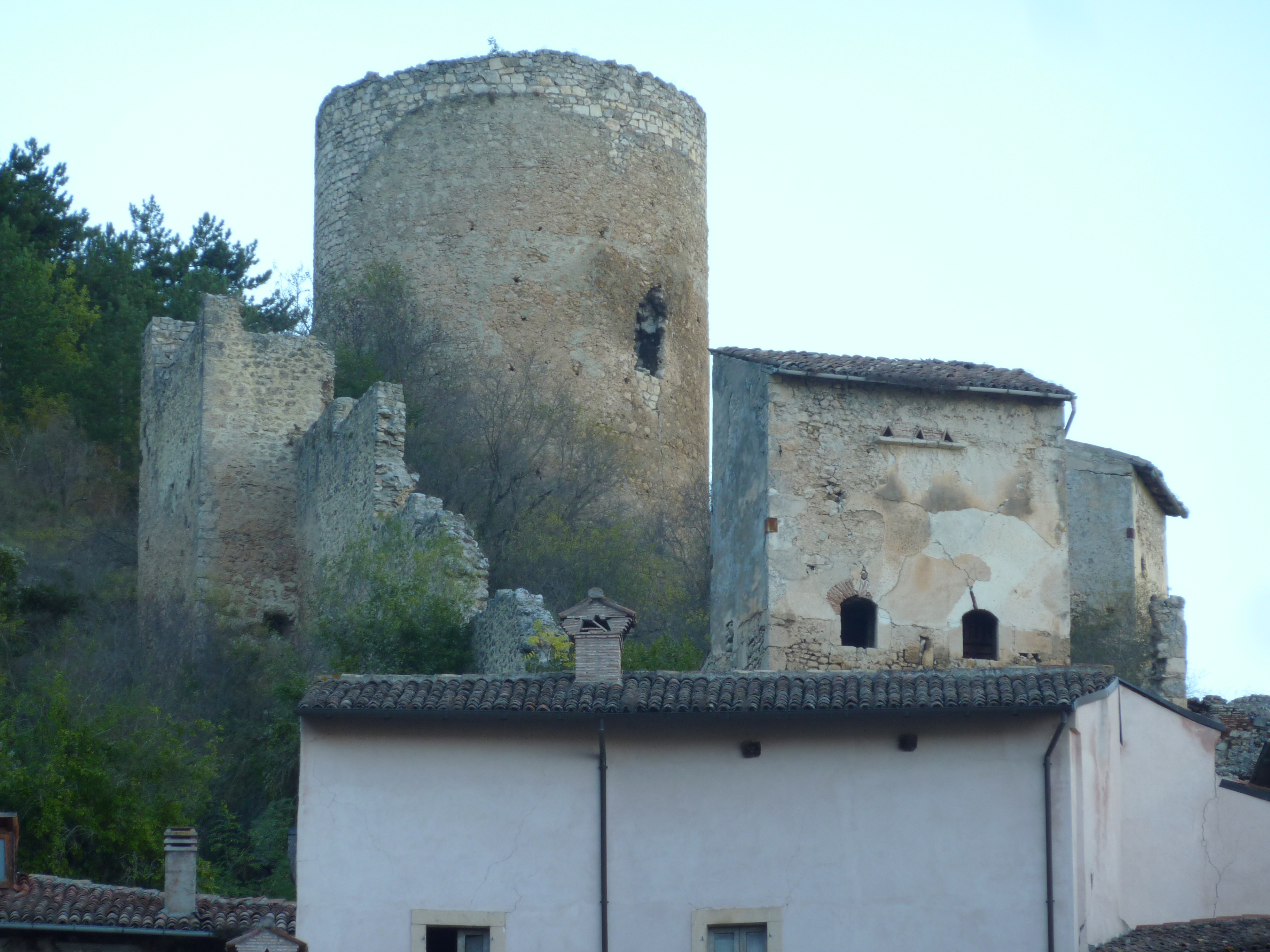
Il mastio del castello di Fossa

Il punto più alto del castello è costituito dal mastio a pianta circolare dal quale hanno origine le mura perimetrali che delimitano il recinto a pianta trapezoidale contornato da quattro torri quadrangolari. Il torrione dovrebbe risalire ai secoli XII-XIII, mentre il resto della struttura dovrebbe risalire alla fine del XIII o gli inizi del XIV secolo.
L'altezza delle mura perimetrali era compresa tra gli 8 ed i 10 metri, con uno spessore di oltre un metro ed una ronda alla loro sommità. Due torri si trovavano agli angoli inferiori del recinto ed erano utilizzate anche come abitazioni. Un'altra torre si trova sulla parete nord, mentre la quarta è sul lato orientale affiancata a quella di sud-est.
L'accesso principale al castello si trova sulle mura di nord-est ed è costituito da un portone con un arco ogivale in pietra. Un'entrata secondaria si trova nelle vicinanze della torre di sud-ovest.
L'altezza del mastio è di 17 metri e la larghezza di oltre 8 metri di diametro. Non aveva porte e vi si accedeva attraverso una scala che veniva ritirata al suo interno. Un ponte levatoio collegava il torrione con il cammino di ronda murario.